# (6123) Aristoteles
(6123) Aristoteles (1987 SH2) – planetoida z pasa głównego asteroid okrążająca Słońce w ciągu 3,56 lat w średniej odległości 2,33 j.a. Odkryta 19 września 1987 roku.